# Xã Oxford, Michigan
Xã Oxford (tiếng Anh: Oxford Township) là một xã thuộc quận Oakland, tiểu bang Michigan, Hoa Kỳ. Năm 2010, dân số của xã này là 20.526 người.